# Конкорд (переписна місцевість, Вермонт)
Конкорд (англ. Concord) — переписна місцевість (CDP) в США, в окрузі Ессекс штату Вермонт. Населення — 213 особи (2020).

## Географія
Конкорд розташований за координатами 44°26′8″ пн. ш. 71°53′11″ зх. д. / 44.43556° пн. ш. 71.88639° зх. д. (44.435617, -71.886410).  За даними Бюро перепису населення США в 2010 році переписна місцевість мала площу 2,92 км², з яких 2,85 км² — суходіл та 0,07 км² — водойми.

## Демографія
Згідно з переписом 2010 року, у переписній місцевості мешкала 271 особа в 111 домогосподарстві у складі 70 родин. Густота населення становила 93 особи/км².  Було 119 помешкань (41/км²).
Расовий склад населення:
| - 97,8 % — білих - 0,7 % — корінних американців - 0,4 % — азіатів |

До двох чи більше рас належало 1,1 %. Частка іспаномовних становила 2,2 % від усіх жителів.
За віковим діапазоном населення розподілялося таким чином: 25,1 % — особи молодші 18 років, 59,0 % — особи у віці 18—64 років, 15,9 % — особи у віці 65 років та старші. Медіана віку мешканця становила 37,5 року. На 100 осіб жіночої статі у переписній місцевості припадало 110,1 чоловіків;  на 100 жінок у віці від 18 років та старших — 111,5 чоловіків також старших 18 років.
Середній дохід на одне домашнє господарство  становив 56 683 долари США (медіана — 36 731), а середній дохід на одну сім'ю — 79 614 долари (медіана — 41 731). Медіана доходів становила 37 875 доларів для чоловіків та 35 313 долари для жінок. За межею бідності перебувало 7,9 % осіб, у тому числі 6,0 % дітей у віці до 18 років та 16,9 % осіб у віці 65 років та старших.
Цивільне працевлаштоване населення становило 130 осіб. Основні галузі зайнятості: виробництво — 25,4 %, роздрібна торгівля — 20,8 %, публічна адміністрація — 13,8 %, освіта, охорона здоров'я та соціальна допомога — 13,1 %.